# Hammonton
Hammonton – miasto w Stanach Zjednoczonych, w stanie New Jersey, w hrabstwie Atlantic.

## Miasta partnerskie
- San Gregorio da Sassola, Włochy